# Lex Manciana
La lex Manciana es una ley romana del siglo I que se ocupa de los contratos de arrendamiento de propiedades imperiales y privadas en la región de África del Norte romana.

## Historia
Se remonta esta ley a la época de Vespasiano, con el objetivo de fomentar la productividad de la tierra, alentando a los agricultores a recuperar tierras baldías y hacerlas fértiles. Probablemente, solo se utilizó en África del Norte para la administración de las tierras de los dominios imperiales por los procuratores imperiales y las relaciones con los arrendatarios (conductores) que las explotan por medio de los villici. y en el caso de colonatos privados. Esta ley inspiraría la legislación agraria posterior de Trajano y Adriano con la lex Hadriana de rudibus agris. Por inscripciones halladas de la ley, se sabe que, al menos, estuvo vigente hasta finales del siglo V.

## Localización
Determinadas propiedades imperiales del Estado romano cubrían toda la región del valle de Bagradas en el África Proconsularis (actual Túnez, a unos 50 km al oeste de la antigua ciudad de Cartago.
Existe una inscripción en Henchir-Mettich (c. 116-117) que contiene una adaptación de la Lex Manciana para el fundus Villa Magna Variana. Se conocen dos inscripciones adicionales que tratan también del tema, de forma similar, también en la misma región, de Ain-elDjemala (período adrianeo) y Ain Wassel de c. 198-209).
Las tablillas de madera Albertini que fueron descubiertas en 1928 en el fundus Tuletianus de Jabal Mrata (Túnez) están escritas entre los años 493–496, fecha del reinado del rey vándalo Guntamundo. En ellas, se registra, en fechas tan tardías, la lex Manciana, regulando las relaciones entre las grandes fincas y el campesinado.

## Inscripciones
La inscripción de Henchir Mettich detalla el contrato de arrendamiento para los colonos arrendatarios en el fundus Villae Magnae Variane (una finca imperial). La traducción es la siguiente:
1. Preámbulo - Identifica a Licinio Máximo (un équite) y Felicior (un liberto de Trajano) como los procuradores que supervisaron el establecimiento en Henchir-Mettich.
2. Autorización para cultivar subseciva - Permite que la tierra no utilizada (subseciva) en esta finca imperial se ponga en cultivo bajo el siguiente acuerdo.
3. Evaluación de las rentas compartidas: los inquilinos pagarán las rentas en especie (es decir, parte de la cosecha total) según su propio criterio.
4. Rentas de subseciva - Las rentas son un tercio de la cosecha total de trigo, cebada, vino y aceite de oliva. Las rentas adicionales incluyen una cuarta parte o una quinta parte de las judías y de la miel si se poseen más de cinco colmenas.
5. Sanciones - Las colmenas no se pueden trasladar de la finca a terrenos libres para evitar la renta.
6. Incentivos - No se cobran rentas por las nuevas plantaciones de vides e higos durante los primeros cinco años, y los nuevos olivos plantados, durante los primeros diez años.
7. Pastoreo - Se paga una tarifa anual de 4 ases por animal que pasta en la tierra.
8. Daños - El infractor paga los daños a los cultivos de otros arrendatarios que pueden evitarse.
9. Legado - La tierra bajo arrendamiento puede ser legada a un heredero en un contrato legalmente vinculante. Esta cláusula tiene como objetivo promover la agricultura generacional de la misma tierra y, así, obtener mayor inversión.
10. Confiscación - El propietario reclamará la tierra que durante dos años consecutivos esté abandonada y sin cultivar.
11. Prestación de servicios - Además de las rentas, cada arrendatario (tenedor) debe proporcionar dos días consecutivos de mano de obra para arar, dos para cosechar, y un día de supervisión del ganado. Esta prestación de mano de obra podría ser adjudicado a esclavos o criados de los arrendatarios.

## Aparcería
La agricultura de subsistencia para una familia de seis miembros en el mundo antiguo requería alrededor de tres hectáreas de tierra para proporcionar cultivos y semillas suficientes para el próximo año, aunque para incluir un pago de un tercio al propietario de la tierra, se requeriría el cultivo de al menos cinco hectáreas de tierra.
La aparcería obliga a los coloni a cultivar su tierra con más esfuerzo para alcanzar un nivel mínimo de ingresos del que tendrían que aprovisionar de otra manera. También le permite al agricultor pasar algunos de los riesgos involucrados en la agricultura al propietario de la tierra, ya que una mala cosecha significaría rentas más bajas.